# Брод
Брод је пловно средство које служи за превоз робе и путника (теретни и путнички бродови), за војне операције на водама (ратни бродови), за риболов (риболовни бродови), за обављање специјалних послова на мору и рекама (глибодери, бродови за полагање кабла, истраживачки бродови и сл.) и за обављање различитих задатака у вези с пловидбом (тегљачи, ледоломци, бродови-светионици итд.) Бродом се сматрају само већи пловни објекти, док се мањи називају чамцима. Бродови и чамаци имају коритаст облик трупа који им даје потребан узгон како би плутао на води.
Бродови су били важни чиниоци у људској миграцији и трговини. Они су омогућили ширење колонизације и трговине робљем, али су исто тако служили за научне, културне и хуманитарне сврхе. Након 16. века, нови усеви који су доспели из Америка помоћу Европских помораца знатно су допринели расту светске популације. Бродски транспорт је одговоран за око 80% међународног, запреминског транспорта.
Године 2016. је било више од 49.000 трговачких бродова, са тоталним товарним капацитетом од скоро 1,8 милијарди тона. Од тога 28% су били танкери за превоз нафте, 43% балкери, и 13% су били контејнерски бродови. Војне снаге располажу бродовима ратне морнарице и за транспорт и подршку копнених снага. Године 2016, међу 104 морнарица у свету, Корејска народна морнарица Северне Кореје је имала највећи број површинских пловила (967), чему је следила Морнарица народне ослободилачке армије Кине (714), Америчка ратна морнарица (415), Иранска ратна морнарица (398), и Војно-поморска флота Руске Федерације (352). Највећих 50 морнарица је имало медијан флоте од 88 површинских пловила, према различитим изворима.

## Историја

### Праисторија
Прво пловило је највероватније било дебло једног случајно обореног стабла, а погонило се веслањем, људским длановима. Затим се, након доста година дошло на идеју спајања неколико дебала у сплав. Сплав је био тежак за извлачење и неприкладан за управљање, па се дошло на идеју дубљења дебелог дебла, те се тако добио простор за сигурну пловидбу и за смештај терета, уз исту силу која га одржава на површини. Ова сила тј. узгон откривен је тек касније, али су и праљуди спознали да постоји веза између запремине издубљеног дебла и силе која га држи на површини да не потоне.
Археолошки докази показују да су људи стигли на Нову Гвинеју прије најмање 60.000 година, вероватно уз море из југоисточне Азије током леденог доба у периоду када је море било ниже и удаљености између острва мање.
Први познати бродови потичу из неолита, пре око 10.000 година. Ова рана пловила су имала ограничења. Кориштена су углавном за лов и риболов. Најстарији кануи које су пронашли археолози су често изрезивани из четинарских стабала помоћу једноставних камених алата.

### Антика
Докази из древног Египта показују да су рани Египћани знали да од дасака направе бродски труп још 3000 година п. н. е. Градили су их од дрвених дасака које су биле међусобно „ушивене“. Бродови древног Египта у 2. миленијуму п. н. е. били су најчешће дужине 25 m, и имали су један јарбол који се понекад састојао од две даске међусобно завезане тако да изгледају у облику слова "А". Имали су једно квадратно једро, а били су погоњени и веслима.
Пре око 3800 година, постојала је спознаја о градњи брода приближно данашње конфигурације тј. односа главних мера: дужина/ширина= 6 и дужина/висина=10, што се види из Божје заповести Нои: „Направи себи барку од смоластог дрвета; ... А правит ћеш је овако: нека барка буде триста лаката у дужину, педесет лаката у ширину, а тридесет лаката у висину. На барци начини отвор за светло, заврши га један лакат од врха. Врата на барци начини са стране; нека има доњи, средњи и горњи спрат ...“. [Библија, Књига постања].
Изузетно важна чињеница да је пре, отприлике, 3800 година постојала спознаја о градњи брода приближно данашње конфигурације који су и дан-данас идеал неких поморских и прекоокеанских бродова. Грци су поступно савладали навигацију на мору истражујући медитеран путем брода.
Око 340 године п. н. е, грчки морепловац Питеј бродом је прешао пут од Грчке све до Велике Британије. Пре увођења компаса, навигација према звездама је била главни начин за навигацију на мору. У Кини су направљени први магнетски компаси који су кориштени за навигацију између 1040. и 1117. године. Први писани траг о употреби компаса на Европским бродовима налази се у француској сатири La Bible de Guyot de Provins из средине XII века. У XIV веку појављује се суви компас с налепљеном ружом компаса (ветруљом) испод игле какав се у нешто модернизованијем облику употребљава и данас.

### Бродови на подручју данашње Далмације
На подручју данашње Далмације, први нацрт брода пронађен у Грапчевој пећини на острву Хвару стар око 4700 година. У VII веку п. н. е, добре бродове зване Serilia Liburnica градили су Либурни, који су живели од подручја реке Крке у Далмацији па све до Раше у Истри. Остаци потонулог брода у близини острва Мљета из I века сведоче о трговачком путовању из Грчке и Јужне Италије. Остаци тог брода говоре о градњи бродова, ду\ине око 20 м и носивости око 100 т. Први далматински брод потиче из 11 века, сачуван је у граду Нину близу Задра.
Доласком Словена у VII веку на обале Јадранског мора пловидба и бродоградња постају професионалним занимањем. Нешто касније граде се бродови са 2 – 3 јарбола, који су се с малим модификацијама лако и брзо претварали у ратне бродове. Тек у XII веку су бродови добили кормило на крми у сврху лакшег управљања. Већ су тада постојале различите форме за различите намене, али се најдуже задржала форма уског, ниског и дугог брода на весла, с додатком једра, преузетог од Либурна, од IX све до XVI века. Тек тада се форма брода мења и прелази у широку, облу и високу, са више јарбола и једара, коју је захтевала океанска пловидба.
У XV и XVI веку велики напредак у бродоградњи на овим просторима бележи Дубровачка република градњом бродова трговачке морнарице, за пловидбу на ширем простору Медитерана те Далеког истока.
У XVI и XVII веку, из разлога ратова (Венеција, Турци) успорен је раст привреде. Бродоградња на овим просторима и даље је била главни садржај живота и рада. У том периоду развијена је квалитетна морнарица ( Сењски ускоци и Неретвански гусари ) и били су способни борци на мору.
Галија је била један од најзанимљивијих бродова у Средњем веку на обалама Средоземља, покретана је веслима и једрима, а дужина јој је досезала и до 50 м. Весла су се код галија постављала и до у три реда, а на сваком веслу је било и до 5 веслача. Од њене првобитне форме развила се касније, у XIX веку, форма мањег брода, названа Гајета и Леут.
Почетком XVIII века, на овим просторима наступа мир, а Аустроугарска монархија подстиче економију, а у XIX веку поново оживљава бродоградња (Лошињ, Црес, Силба, Корчула, Пељешац, Дубровник, Бока Которска). Граде се велики једрењаци, који су дуго година били конкуренција жељезним парним бродовима.

## Делови брода
Сваки брод се састоји од више међусобно спојених делова који чине целину.
Пратећи слику могу се издвојити следећи делови брода:
- прамац (на слици ознака 1) - предњи део брода
- булб прамац (на слици ознака 2) - налази се испод прамца на воденој линији брода, а служи за стварање мањег отпора таласа које при кретању брода узрокују прамац, крма и булб
- труп брода (на слици ознака 4) - чини га скелет (решеткаста конструкција састављена од одговарајућих носача и профила што зависи од врсте брода) и оплата (оплата је са спољне и унутрашње стране учвршћена на одговарајући начин у зависности од врсте брода на скелет). Унутрашњост бродског трупа подељена је по висини на палубе, а по дужини на попречне преграде, а њихова је улога да поделе брод на потребне површине, повећају крутост и чврстоћу брода и у случају продора воде у брод спрече поплављивање целог брода и његово потонуће.
- бродски вијак (на слици ознака 5)- са погонским постројењем покреће брод при кретању (иза вијка назире се кормило брода)
- крма (на слици ознака 6) - стражњи део брода испод којег је смештен погонски део брода
- палуба (на слици ознака 9)
- Надградња брода (на слици ознака 8) - је све оно што се на броду налази изнад палубе. Ако се надградња пружа од једне до друге бочне стране брода назива се надграђе, а ако је уже онда се назива палубна кућица. По правилу на највишем надграђу се налази бродски командни мост са командним уређајима за управљање бродом. Надграђе доприноси повећању чврстоће брода.
- уградња - сви делови на и у броду који не доприносе повећању чврстоће брода (унутрашње облоге, таванице, подови, чврсто уграђени намештај...)
- погонски део - сви делови који омогућавају броду кретање (нпр. код моторног брода ту спада мотор, вод вратила и бродски вијак)
- помоћни уређаји - сви они уређаји, машине и инсталације који служе за помоћне делатности машинског сегмента и палубе (агрегати за електричну струју, разне пумпе, погон сидра, кормиларница, водоводне, електричне инсталације и сл.)
- покретна опрема - навигацијска опрема, сигурносна опрема, машинска опрема...

## Основне карактеристике и димензије брода
У основне карактеристике брода спадају:
- властита маса - Изражава се у тонама.
- депласман - Изражава се у тонама.
- истиснина - Изражава се у m³.
- носивост - Изражава се у тонама.
- просторност - Изражава се у m³, а може се изразити и у регистарским тонама.

У основне димензије брода спадају:
- дужина брода
  - дужина преко свега - дужина мерена између две крајње непокретне тачке брода
  - дужина на конструкцијској воденој црти
  - дужина на конструкцијској воденој црти при најмањем газу
- ширина брода
  - ширина преко свега - ширина мерена између две крајње непокретне тачке на боковима брода
  - ширина на конструкцијској воденој црти
  - ширина на конструкцијској воденој црти при најмањем газу
- висина брода
  - највећа висина - висина мерена између доњег дела кобилице и највише непокретне тачке на броду (врх димњака, јарбола, командног моста)
  - конструкцијска висина - висина мерена од горњег руба кобилице до доњег руба оплате мерено на главном ребру брода
- газ брода
  - највећи газ - мери се од најнижег дела бродског трупа до конструкцијске водене црте на месту где је брод највише уроњен
  - газ на прамцу
  - газ на крми
  - најмањи конструкцијски газ
  - највећи конструкцијски газ
- надвође брода - мери се од конструкцијске водене линије до руба оплате палубе мерено на главном ребру

## Подела бродова
Бродови се могу поделити на више начина,
Подела бродова према намени
Према намјени бродови се деле на:
- трговачке бродове - намењени за превоз путника и робе
  - теретни бродови - намењени превозу искључиво разних врста терета
  - путнички бродови - намењени превозу путника (могу бити излетнички или линијски бродови)
  - путничко-теретне бродове
- ратне бродове - намењени су за поморско ратовање и поморске операције
  - главни ратни бродови - носачи авиона, крстарице, разарачи, подморнице, минополагачи, миноловци, торпедни чамци, патролни бродови, десантни бродови...
  - помоћни ратни бродови - бродови танкери, матични бродови, бродови радионице, пратећи бродови...
- специјални бродови - намењени за посебне послове и задатке - рибарски бродови, тегљачи, ледоломци, трајекти, јахте, једрилице, бродови-светионици, бродови за полагање кабала, бродови-дизалице

Подела бродова према подручју пловидбе
Према подручју пловидбе бродове можемо поделити на:
- бродове за пловидбу морем
  - бродове мале обалне пловидбе
  - бродове велике обалне пловидбе
  - бродове дуге пловидбе
- бродови за пловидбу унутрашњим водама
  - речне бродови
  - језерске бродове
  - каналске бродове

Подела бродова према материјалу од којег су изграђени
Према материјалу од којег су изграђени бродове можемо поделити на:
- дрвене бродове
- челичне бродове
- композитне бродове
- бетонске бродове
- бродове од алуминијума и његових легура
- бродове од пластичних маса.

Подела бродова према врсти погона
Према врсти погона бродове можемо поделити на:
- једрењаке - за погон користе ветар који делује на једра
- пароброде - за погон користе парну машину
- моторне бродове - бродови с Дизеловим мотором и бродови са парним или гасним турбинама
- бродове на електрични погон - за погон користе електромоторе који се напајају из акумулатора, (нпр. подморнице)
- бродове на дизелско-електрични погон - сам погон је електромотор који добива електричну енергију од генератора погоњеног Дизеловим мотором

Историјски су значајни и бродови (првенствено ратни) на весла.
Осим тога, постоје и бродови с комбинованим погоном, на пр. класична подморница има за вожњу по површини Дизелов мотор, у зароњеном стању користи електромоторе; честе су и комбинације једра и Дизеловог мотора.

## Посада брода
Састав посаде брода зависи од врсте брода тј. није иста посада трговачког теретног брода, трговачког путничког брода и ратног брода. Типичну посаду трговачког теретног брода чине: заповедник (капетан), први официр палубе, управник стројарнице (инжењер брода), комесар брода, 2 официра палубе, 3 официра машина, електричара, механичара, вође палубе, 2-6 кормилара, 0-2 морнара, кувари и конобари. Највећа је одговорност на заповеднику брода који је осим за руковођење бродом првенствено одговоран за послове навигације. Заповједнику брода су непосредно потчињени: управник стројарнице, први официр палубе и комесар брода. Први по рангу након заповедника брода је први официр палубе, који је такође одговоран за навигацију, послове комуникације и одржавање палубе. У прошлости је послове комуникације обављао радиотелеграфиста, а у данашње време послове комуникације обављају официри палубе. Првом официру палубе су потчињени: други и трећи официр палубе, евентуално један официр приправник (кадет), вођа палубе, кормилари и морнари. Управнику стројарнице (инжењеру брода) су потчињени: први официр машине, вођа машине, механичари и електричари. У већим бродовима у посади строја су такође други и трећи официр машине, евентуално инжењер приправник те мазачи, чистачи итд. Комесар брода је одговоран за рада кувара и конобара (собара).

## Галерија
- Крма брода
- Носач авиона
- Ледоломац
- Једрењак
- Танкер
- Булб прамац
- Брод укрцава нафтну платформу
- Путнички брод за кружна путовања